# Kurt Freiherr von Liebenstein
 (juin 2017).
Si vous disposez d'ouvrages ou d'articles de référence ou si vous connaissez des sites web de qualité traitant du thème abordé ici, merci de compléter l'article en donnant les références utiles à sa vérifiabilité et en les liant à la section « Notes et références ».
Kurt Freiherr von Liebenstein (né le 28 février 1899 à Horb am Neckar en royaume de Wurtemberg, mort le 2 août 1975 à Jebenhausen en Allemagneest un général de division de l'armée allemande puis de l'armée nationale de la République fédérale d’Allemagne.

## Biographie
Kurt, fils de la vieille famille noble Liebenstein, a visité le collège humaniste Karls-Gymnasium de Stuttgart. Le 20 décembre 1916, il rejoint l'armée Wurtemberg pendant la Première Guerre mondiale et achève une formation de base de plusieurs mois. Il est promu le 16 février 1918  au grade de sous-lieutenant et il sert comme chef de peloton dans le 26e Régiment du Dragon « König ». Il est capturé par les Anglais en septembre 1918, et est libéré fin décembre 1919. Après sa libération, il reste actif et est transféré dans l'armée. Il y sert en tant que chef de peloton au 18e régiment, et est ensuite affecté pendant deux ans à l'école de cavalerie de Hanovre. À partir d'octobre 1930, il complète une formation en deux ans de chef assistant du personnel de la 7e division, et rejoint un cours d'état-major à l'Académie de guerre à Moabit, Berlin. En mai 1933, il est promu au grade de capitaine et sert comme chef de groupe dans l'état-major général de l'armée, dans l'armée étrangère de Pologne, et de mars 1937 jusqu'à l'éclatement de la guerre comme assistant au groupe militaire à Paris. Cela lui permet de garder un contact étroit avec son oncle Leo Geyr von Schweppenburg, attaché militaire à Londres de 1933 à 1937.
Au cours de la campagne de Pologne, Liebenstein sert de nouveau dans l'état-major général, puis est affecté à la 17e division d'infanterie (Allemagne) et à la 10e division Panzer en février 1940. Il est affecté le 25 octobre 1940 en tant que Oberstleutnant, l'équivalement de lieutenant-colonel, au XIX Armeekorps, qui devient ensuite le Panzergruppe 2. Il reçoit à ce titre la Croix allemande en or le 26 janvier 1942. Il est dépossédé de ses fonctions sur cette unité le 5 octobre 1941, lorsque cette unité devient une armée blindée, la 2. Panzerarmee.

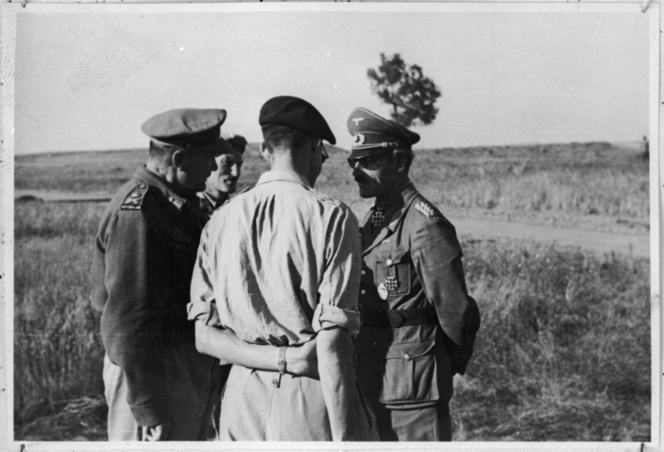
von Liebenstein avec le général Bernard Freyberg,13 mai 1943.

À partir de juin 1942, il est commandant du 6e régiment de chars dans le Caucase. D'octobre à décembre 1942, il est commandant de la 3e brigade d'infanterie mécanisée, et dernier commandant de la 164e division d'Afrique sous le Maréchal Erwin Rommel à Tripoli  et en Tunisie. En mars 1943, il est promu général de brigade, et est décoré de la Croix de chevalier de la croix de fer le 10 mai 1943. Deux jours plus tard, sa division de Tunis est détruite, et Liebenstein tombe de nouveau en captivité britannique,.
Peu de jours après son arrivée à Trent Park, un camp spécial pour les prisonniers officiers allemand au nord de Londres, il rejoint un petit groupe dirigé par Wilhelm von Thoma. Celui-ci soutient que la guerre est perdue et se prononce défavorablement envers Hitler et le nazisme, et condamne en particulier les crimes de guerre du front de l'Est.
Selon le renseignement britannique, qui a mis sur écoute les prisonniers 24 heures sur 24 et a de nombreux dossiers sur eux, Liebenstein avait un autre horizon politique que beaucoup d'autres généraux, et il s'est distingué par sons sens prononcé de l'humour, dirigé entre autres contre le régime nazi. Son point de vue critique a grandi en captivité. Il parle couramment français et bien l'anglais et est considéré comme un aristocrate convaincu, quoique moins vaniteux que son ami Friedrich von Broich. Il rejette toute forme de dictature et a prouvé être un admirateur et connaisseur de la culture française et anglaise, en particulier les femmes, la nourriture et le vin. Il dit aux Italiens qu'il est favorable à Mussolini et qu'ils sont responsables de leur déclin. Il se montre comme un artiste talentueux et passe beaucoup de temps à peindre des aquarelles.
Après son retour de captivité en avril 1947, Liebenstein travaille d'abord comme un entrepreneur puis dès 1950 en tant que chef du bureau d'information à Göppingen. Le 1er mai 1956, il est nommé comme un général de brigade dans les forces armées et commandant du secteur militaire V (Stuttgart). Le 31 décembre 1960, avec l'achèvement de la première phase de considéré de la  Bundeswehr, il prend sa retraite du service actif pour des raisons d'âge. Pour ses services à la construction de la Bundeswehr, Liebenstein reçoit la croix fédérale du Mérite.

### Ouvrage
- (de) Sönke Neitzel, Deutsche Generäle in britischer Kriegsgefangenschaft 1942-1945, Propyläen, 2005 (ISBN 978-3-549-07261-5)

### Site web
- Literatur von und über Kurt Freiherr von Liebenstein im Katalog der Deutsche Nationalbibliothek